# Scomberomorus semifasciatus
Thazard tigre
Pour les articles homonymes, voir Scomberomorus et Thazard.
Espèce
Statut de conservation UICN

 LC  : Préoccupation mineure
Scomberomorus semifasciatus, communément appelé en français par la FAO Thazard tigre, est un poisson de mer de la famille des Scombridae.

## Répartition
Scomberomorus semifasciatus se rencontre dans les eaux occidentales de l'océan Pacifique, du sud de la Papouasie Nouvelle-Guinée au nord de l'Australie, et depuis Shark Bay, dans l'Australie-Occidentale jusqu'au sud de New South Wales. Cette espèce vit jusqu'à 100 m de profondeur.

## Description
La taille maximale connue pour Scomberomorus semifasciatus est de 120 cm et un poids maximal de 10,0 kg et sa taille habituelle est d'environ 68 cm. Sa longévité est estimée à 12 ans.